# 국제 도량형 위원회
국제 도량형 위원회(프랑스어: Comité international des poids et mesures), 영어: International Committee for Weights and Measures, 약칭 CIPM)는 국제 도량형 총회(CGPM)에서 임명된 미터 협약 회원국의 각기 다른 나라의 18명 위원으로 구성된 위원회로, 측정 단위의 세계적 통일을 주요 업무로 하고 있다.

## 자문위원회
국제 도량형 위원회 산하에는 연구와 자문을 위한 여러 자문위원회가 설치되어 있다.
- 전기 자기 자문위원회(CCEM): 1927년 전기 자문위원회 설치. 1997년 명칭 변경
- 광측정 복사측정 자문위원회(CCPR): 1933년 광측정 자문위원회 설치. 1971년 명칭 변경
- 온도측정 자문위원회(CCT): 1937년 설치
- 길이 자문위원회(CCL): 1952년 미터정의 자문위원회 설치. 1997년 명칭 변경
- 시간 주파수 자문위원회(CCTF): 1956년 초정의 자문위원회 설치. 1997년 명칭 변경
- 전리방사선 자문위원회(CCRI): 1958년 전리방사선측정표준 자문위원회 설치. 1997년 명칭 변경
- 단위 자문위원회(CCU): 1964년 설치
- 질량 및 관련량 자문위원회(CCM): 1980년 설치
- 물질량 자문위원회(CCQM): 1993년 설치
- 음향 초음파 진동 자문위원회(CCAUV): 1999년 설치